# Nobile (glaciär i Antarktis)
Nobile är en glaciär i Antarktis. Den ligger i Västantarktis. Argentina, Chile och Storbritannien gör anspråk på området. Nobile ligger 845 meter över havet.
Terrängen runt Nobile är bergig åt sydost, men åt nordväst är den kuperad. En vik av havet är nära Nobile åt nordväst. Trakten är obefolkad. Det finns inga samhällen i närheten. 